# نبیل العربی
نبیل العربی (عربی: نبيل العربي؛ ۱۵ مارس ۱۹۳۵ – ۲۶ اوت ۲۰۲۴) سیاست‌مدار اهل مصر بود. وی از ۶ مارس ۲۰۱۱ تا ۱ ژوئن ۲۰۱۱ وزیر امور خارجه مصر بود.
نبیل العربی در ۲۶ اوت ۲۰۲۴، در سن ۸۹ سالگی درگذشت.